# Правдолюб
Правдолю̀б е село в Южна България, община Ардино, област Кърджали.

## География
| Население по години | Население по години |
| ------------------- | ------------------- |
| 1934 г.             | 558 души            |
| 1946 г.             | 615 души            |
| 1956 г.             | 521 души            |
| 1975 г.             | 266 души            |
| 1985 г.             | 450 души            |
| 1992 г.             | 260 души            |
| 2001 г.             | 218 души            |
| 2011 г.             | 178 души            |
| 2019 г.             | 225 души            |

Село Правдолюб се намира в най-източната част на Западните Родопи, на 8 – 10 km западно от границата им с Източните Родопи, на около километър северно от град Ардино.

## История
Селото – тогава с име Джелилер – е в България от 1912 г. Преименувано е на Правдолюб с министерска заповед № 3775, обнародвана на 7 декември 1934 г.
По данни към 31 декември 1934 г., към село Правдолюб спадат махалите Вели паша, Веселиново (Хаджи Мусалар махле), Гърмово (Хатиюлер махле), Кара Ахмедлер, Мангалар, Муса Ефендилер, Сюлейманджик и Сюлеоллар.

## Население
Преброяване на населението през 2011 г.
Численост и дял на етническите групи според преброяването на населението през 2011 г.:
|                     | Численост | Дял (в %) |
| Общо                | 178       | 100,00    |
| Българи             | 9         | 5,05      |
| Турци               | 167       | 93,82     |
| Цигани              | 0         | 0,00      |
| Други               | 0         | 0,00      |
| Не се самоопределят | 0         | 0,0       |
| Неотговорили        | 0         | 0,00      |

## Религии
Изповядваната в село Правдолюб религия е ислям.

## Обществени институции
Село Правдолюб е център на кметство Правдолюб.
Молитвеният дом в село Правдолюб е джамия.

## Личности
- Халит Алиосман Даалъ̀ (Халит Алиосманов), писател, роден на 20 май 1932 г. в село Правдолюб (тогава Джелилер).